# Calolampra fraserensis
Calolampra fraserensis är en kackerlacksart som först beskrevs av Johann Gottlieb Otto Tepper 1893.  Calolampra fraserensis ingår i släktet Calolampra och familjen jättekackerlackor. Inga underarter finns listade.